# خوزه آنتونیو پیکابا
خوزه آنتونیو پیکابا (انگلیسی: José Antonio Pikabea؛ زادهٔ ۲۶ سپتامبر ۱۹۷۰) بازیکن فوتبال اهل اسپانیا است.
از باشگاه‌هایی که در آن بازی کرده‌است می‌توان به باشگاه فوتبال رئال سوسیداد اشاره کرد.
وی همچنین در تیم ملی فوتبال باسک بازی کرده‌است.